# پسران (ترانه گرلز جنریشن)
 «پسران» آهنگی است که توسط گروه کره‌ای گرلز جنریشن و برای سومین آلبوم استودیویی کره‌ای آنها با همین نام ضبط شده‌است. این ترانه توسط تدی رایلی، تائه‌سونگ کیم، د.و. م و ریچارد گارسیا ساخته شده‌است. نسخه کره ای این آهنگ در ۱۸ اکتبر ۲۰۱۱ توسط اس.ام. به عنوان ترانهٔ اصلی آلبوم منتشر شد. نسخهٔ انگلیسی آن در ایالات متحده، در تاریخ ۲۰ دسامبر ۲۰۱۱ توسط اینتراسکوپ و یونیورسال میوزیک منتشر شد تا محبوبیت گروه را خارج از کشور بومی خود گسترش دهد. «پسران» یک ترانه با ژانر دنس پاپ، الکتروپاپ و آراندبی با عناصر هیپ هاپ است که در مورد جذابیت‌های زنان بحث می‌کند.
پس از انتشار «پسران»، گرلز جنریشن در چند برنامه موسیقی کره جنوبی از جمله بانک موسیقی، نمایش! قلب موسیقی، اینکی‌گایو، و شمارش معکوس ام شرکت گرد. برای ترویج بیشتر، در ۱۹ دسامبر ۲۰۱۱، این گروه در مدیسن اسکوئر در شهر نیویورک اجرا کرد و اولین حضور خود در تلویزیون آمریکا را با حضور در برنامه آخر وقت با دیوید لترمن و زنده با کلی و میشل در فوریه ۲۰۱۲، رقم زد. نمهاهنگ این ترانه توسط هونگ زانی‌بروز کارگردانی شد و رقص آن توسط رینو ناکاسون طراحی شد و در ۱۹ اکتبر ۲۰۱۱ منتشر شد.
«پسران» در داخل کشور موفق بود. این ترانه در صدر فهرست دیجیتال گائون قرار گرفت و با فروش بیش از سه میلیون نسخهٔ دیجیتال، چهل و سومین ترانهٔ پرفروش فهرست در سال ۲۰۱۱ کره جنوبی شد. در سطح بین‌المللی، از منتقدان موسیقی به‌طور کلی نظر مثبت دریافت کرد. منتقدانی که این آهنگ را به عنوان یکی از برجسته‌ترین نقاط موج کره‌ای، مورد تحسین قرار دادند. این آهنگ در ایالات متحده آمریکا توانست بیش از ۲۱٬۰۰۰ نسخه را در اولین هفتهٔ انتشار خود به فروش برساند و در رتبه پنجم در فروش تک‌آهنگ رقصی داغ بیلبورد قرار بگیرد؛ در حالی که در ژاپن توانست در رتبهٔ دوازدهم ۱۰۰ آهنگ داغ ژاپن قرار بگیرد. 